# アイメン・ダーメン
アイメン・ダーメン（アラビア語: أَيْمَن دَحمَان、1997年1月28日 - )はチュニジアのサッカー選手。ポジションはGK。アル・ハズムFC所属。

## 経歴
2018年9月16日、ESメトラウィ戦でCSスファクシアンの選手としてデビュー。
2023年6月11日、2年契約でサウジ・プロフェッショナルリーグのアル・ハズムFCに移籍した。

### 代表
2021年3月28日の赤道ギニア代表戦でA代表デビュー。
2022 FIFAワールドカップの本大会メンバーにも選手され、英メディアの先発予想ゴールキーパーランキングで26位にランクインした。

## 代表歴

### 出場大会
- チュニジア代表
  - 2022 FIFAワールドカップ

### 試合数
- 国際Aマッチ 15試合 0得点（2021年-）[5]

| チュニジア代表 | 国際Aマッチ | 国際Aマッチ |
| 年             | 出場        | 得点        |
| -------------- | ----------- | ----------- |
| 2021           | 1           | 0           |
| 2022           | 7           | 0           |
| 2023           | 7           | 0           |
| 2024           |             |             |
| 通算           | 15          | 0           |